# Isaac Jové
Isaac Jové Rubí (Barcelona, Cataluña, España, 21 de febrero de 1980, aunque creció en Cartagena, Región de Murcia, de donde es su familia) es  un exfutbolista y entrenador español que jugaba como extremo derecho. Actualmente trabaja como director general y metodológico del Deportivo Marítimo de la Tercera Federación.

## Trayectoria

### Como jugador
Comenzó en las bases del EF San Ginés en su ciudad adoptiva, y más tarde pasó al equipo más importante de la ciudad, que por aquel entonces se denominaba Cartagonova FC, aunque en categoría juvenil. Llegó a entrenar con el primer equipo, pero no llegó a debutar en partido oficial (si jugó amistosos) pese a ser uno de los canteranos con más proyección.
Después fichó por un recién fundado Ciudad de Murcia en la Territorial Preferente de la Región de Murcia, ese mismo año consiguieron el ascenso a Tercera División. Tras jugar un año más en el Ciudad fue cedido junto a su compañero Toni Bernal al Udinese Calcio italiano, para jugar en el equipo “primavera”. En 2002 regresó al Ciudad, que estaba en Segunda B. 
En el mercado de invierno fichó por el Logroñés con la ilusión de ascender a Segunda. Por desgracia contó poco para el entrenador Juan Carlos Mandiá y tan sólo disfrutó de minutos en los últimos partidos de la fase de ascenso, demostrando su calidad. En el verano de 2003 Isaac abandonó la disciplina blanquirroja para fichar por el Lorca Deportiva, donde fue determinante en la gran temporada del conjunto lorquino, que fue subcampeón. 
La UD Almería se fijó en él y se hizo con sus servicios, en el equipo andaluz jugó 31 partidos, pero a final de temporada abandonó el club para volver al Lorca Deportiva, recién ascendido a Segunda División. Comenzó la temporada como titular pero se vio desplazado por otros jugadores al banquillo, la temporada 2006-07 es titular indiscutible en el conjunto lorquino y cuaja una buena temporada que no sirve para eludir el descenso. 
Isaac ficha ese verano por la UD Salamanca, donde jugaba con el número 21 a la espalda. 
En 2009 ficha por el Real Murcia. En 2010 desciende a Segunda División B, pero la temporada siguiente consigue el ascenso y vuelven a Segunda División.
Se retiró al inicio de la temporada 2015-16 con el CF Lorca Deportiva tras sufrir una grave lesión.

### Como entrenador
El 10 de junio de 2017, inicia su periplo en el mundo de los banquillos dirigiendo al CD Algar de la Territorial Preferente de la Región de Murcia. El 7 de agosto de 2019, se convierte en entrenador del Niki Volos FC de la Gamma Ethniki, la tercera división griega.
Meses más tarde, firmó por el Amora FC de la Terceira Liga.
En enero de 2021, firma por el Veraguas CD de la Primera División de Panamá, al que dirige durante 38 partidos y con el que alcanzó las semifinales de liga. El 8 de febrero del 2022, se anuncia de forma anónima su incorporación como nuevo técnico del C.D. Badajoz  para afrontar la desconocida para él Primera RFEF, tras la destitución de Óscar Cano por parte de Lanuspe SL.
El 1 de octubre de 2022, se anunció su destitución tras perder 0-3 contra el Racing de Ferrol.
El 9 de julio de 2024, firma como director general del Deportivo Marítimo, club de nueva creación que compite en la Tercera Federación.

## Clubes

### Como futbolista
| Club                | País   | Temporada |
| ------------------- | ------ | --------- |
| Cartagonova FC      | España | 1998-1999 |
| CF Ciudad de Murcia | España | 1999-2000 |
| CF Ciudad de Murcia | España | 2000-2001 |
| Udinese             | Italia | 2001-2002 |
| CF Ciudad de Murcia | España | 2002-2003 |
| CD Logroñés         | España | 2002-2003 |
| Lorca Deportiva CF  | España | 2003-2004 |
| UD Almería          | España | 2004-2005 |
| Lorca Deportiva CF  | España | 2005-2006 |
| Lorca Deportiva CF  | España | 2006-2007 |
| UD Salamanca        | España | 2007-2008 |
| UD Salamanca        | España | 2008-2009 |
| Real Murcia         | España | 2009-2010 |
| Real Murcia         | España | 2010-2011 |
| Real Murcia         | España | 2011-2012 |
| Iraklis FC          | Grecia | 2012-2013 |
| Niki Volos FC       | Grecia | 2013-2014 |
| Orihuela CF         | España | 2014-2015 |
| CF Lorca Deportiva  | España | 2015      |

### Como asistente
| Club               | País   | Año         |
| ------------------ | ------ | ----------- |
| CF Lorca Deportiva | España | 2015 - 2017 |

### Como entrenador
| Club                                  | País     | Año             |
| ------------------------------------- | -------- | --------------- |
| CD Algar                              | España   | 2017 - 2019     |
| Niki Volos FC                         | Grecia   | 2019            |
| Amora FC                              | Portugal | 2020            |
| Veraguas CD                           | Panamá   | 2021 - 2022     |
| CD Badajoz                            | España   | 2022            |
| Deportivo Marítimo (director general) | España   | 2024-actualidad |